# Tretja slovenska nogometna liga
Tretja slovenska nogometna liga je tretji kakovostni razred klubskega nogometa v Sloveniji. Odvija se od leta 1992. Liga je sestavljena iz dveh enot (vzhod in zahod). Trenutno pa v ligi nastopa 28 ekip. Tekmovanje poteka pod okriljem NZS.

## Tekmovalni sistem[2]
Trenutno je liga organizirana v dveh enotah in sicer 3.SNL Vzhod in 3. SNL Zahod. Skupaj je 28 ekip v vsakem odi dveh enot jih je po 14 ekip. Obe enoti imata dvokrožni sistem tekmovanja z 26 krogi. V preteklosti pa je bila organizirana tudi v 4 enote in sicer Vzhod, Zahod, Sever in Center.

### Sistem izpadanja in promocij
Sistem je enak pri obeh enotah in sicer:
- V 2. SNL napredujeta obe 1. uvrščeni ekipi, razen če katera ali obe od ekip odklonita promocijo v katerem primeru napreduje naslednja najvišja uvrščena ekipa na lestvici.
- Iz lige pa izpadeta 14 in 13. uvrščeni ekipi in potencialno tudi 12. Odvisno glede na koliko ekip izpade iz 2. SNL v določeno enoto.

### Sistem popolnjevanja
Sistem je enak pri obeh enotah:
- V enoto se ponovno uvrstijo vse ekipe ki niso bile promovirane ali izpadle. Običajno to pomeni da ekipe, ki so končale od 2. do 11. mesta ponovno igrajo v ligi, potencialno lahko tudi 12. uvrščena ekipa iz prejšnje sezone.
- V enoto se vključi še 0-2 izpadli ekipi iz 2. SNL in 2-3 ekipe zmagovalke nižjih lig iz ustrezne MNZ.
- V 3. SNL Zahod lahko napredujejo ekipe iz MNZ Ljubljana, MNZ, Kranj, MNZ Koper in MNZ Nova Gorica.
- V 3. SNL Vzhod pa ekipe iz MNZ  Maribor, MNZ Celje, MNZ Ptuj, MNZ Lendava, MNZ Murska Sobota.
- Za napredovanje v ustrezno ligo morajo zmagovalke tekmovanj MNZ, če je potrebno igrati izločilne tekme v katerih se določi kdo bo napredoval

### Dovoljeno število menjav
Na tekmah  3. SNL in na tekmah Pokala Slovenije lahko vsaka ekipa zamenja največ 5 /pet/ igralcev, menjave pa mora ekipa opraviti v maksimalno treh prekinitvah igre. 

### Igralci, ki nimajo slovenskega državljanstva oziroma državljanstva držav Evropske unije (EU)
V tretji ligi je tak igralec lahko some 1 v ekipi.